# Château de Bomal
Le château de Bomal est un château situé dans le village de Bomal faisant partie de la commune de Durbuy en Belgique (province de Luxembourg). 

## Localisation
Le château est situé sur un promontoire, dominant le centre de la localité de Bomal, au no 4 de la rue d'Izier où se trouvent les grilles d'entrée. Il est visible depuis la rue de Liège (route nationale 86). Le château de Bomal ne doit pas être confondu avec le château-ferme de Bomal (ferme Houard), situé sur la rive droite de l'Ourthe.

## Historique
Le château-de Bomal a été érigé en 1774 par Jean-Baptiste de Hayme de Bomal, qui fut trois fois bourgmestre de Liège de 1762 à 1778 et qui était aussi le propriétaire de l'hôtel de Hayme de Bomal à Liège. Aux alentours de 1885, le bien fut transformé par la famille du Monceau-de Braconnier. En 2004, la propriété est achetée par Paul Tintin qui restaure le château, les abords et le parc de 2008 à 2012.

## Description
Le château proprement dit est le bâtiment principal du domaine qui comprend aussi deux dépendances de la fin du XIXe siècle se faisant face. 
Le château, de forme presque cubique, possède cinq travées sur les façades bâties en brique et quatre travées sur les côtés réalisés en pierre calcaire. Il comporte trois niveaux (deux étages) sous une toiture en ardoises à quatre pans avec lucarnes, cheminées et plate-forme centrale avec rambarde. Les trois travées centrales de la façade avant, sud-ouest ou principale tournée vers le village de Bomal sont surmontées par un fronton triangulaire reprenant les armoiries de Léonard de Hayme et Anne-Ida le Comte, parents de Jean Baptiste de Hayme de Bomal. La façade arrière est assez similaire à la façade avant mais le fronton est orné des blasons de la famille du Monceau-de Braconnier. 
Le domaine de 5 ha comprend aussi une cour et des jardins à la Française. Un haut mur en pierre calcaire d'une longueur rectiligne d'environ 170 m précède la façade avant du château. La longueur totale de ce mur dépasse les 300 m. 

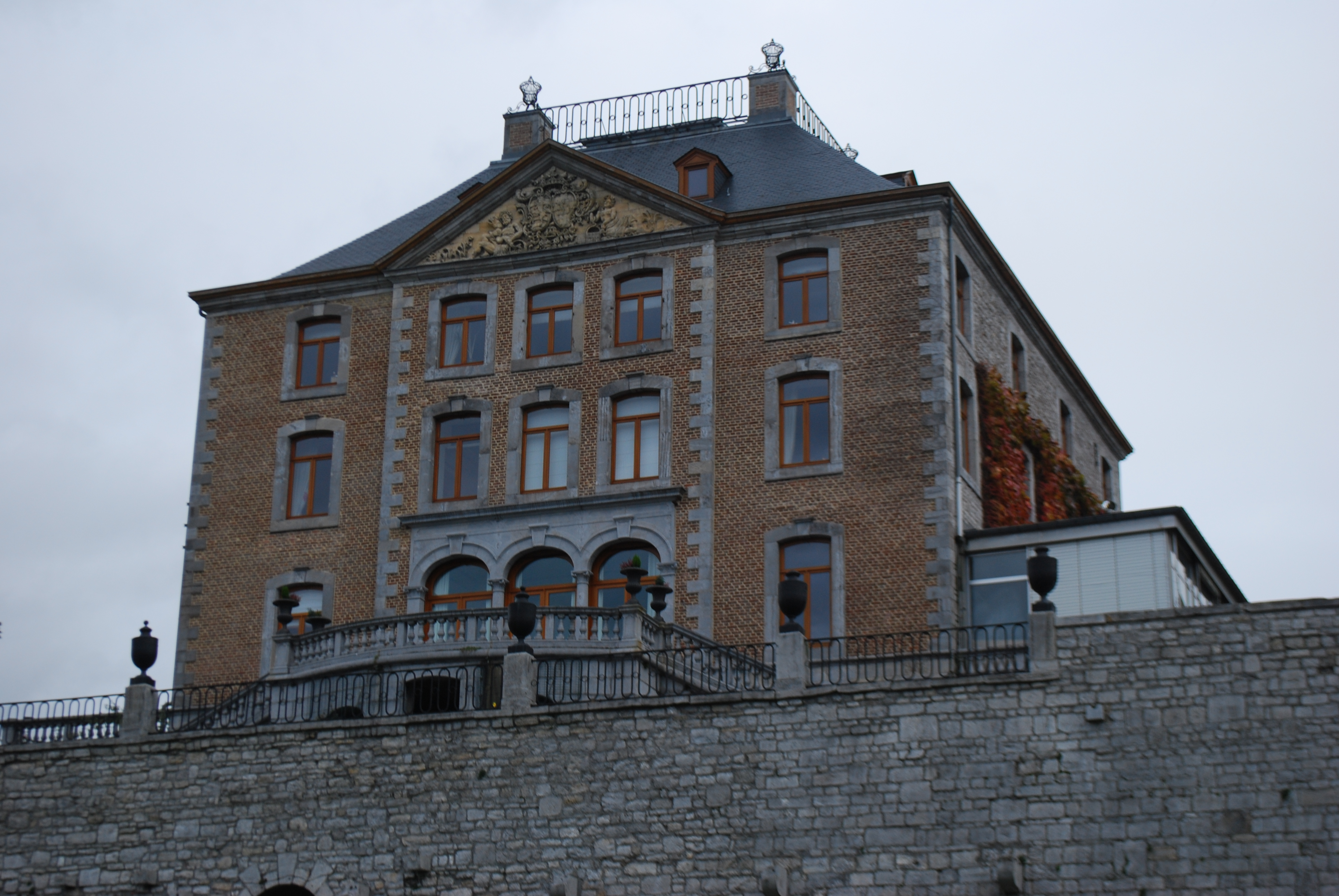
La façade avant

La colline rocheuse appartenant à la région calcaire de la Calestienne sur laquelle est érigé le château et où se trouvent les bois est reprise comme site de grand intérêt biologique.

## Accès
Le château est un domaine privé et ne se visite pas. Toutefois, le parc communal situé en contrebas du haut mur et au bord de l'Aisne est accessible au public. Le château est repris à l'inventaire du patrimoine immobilier culturel de la Wallonie mais ne fait pas l'objet d'un classement.

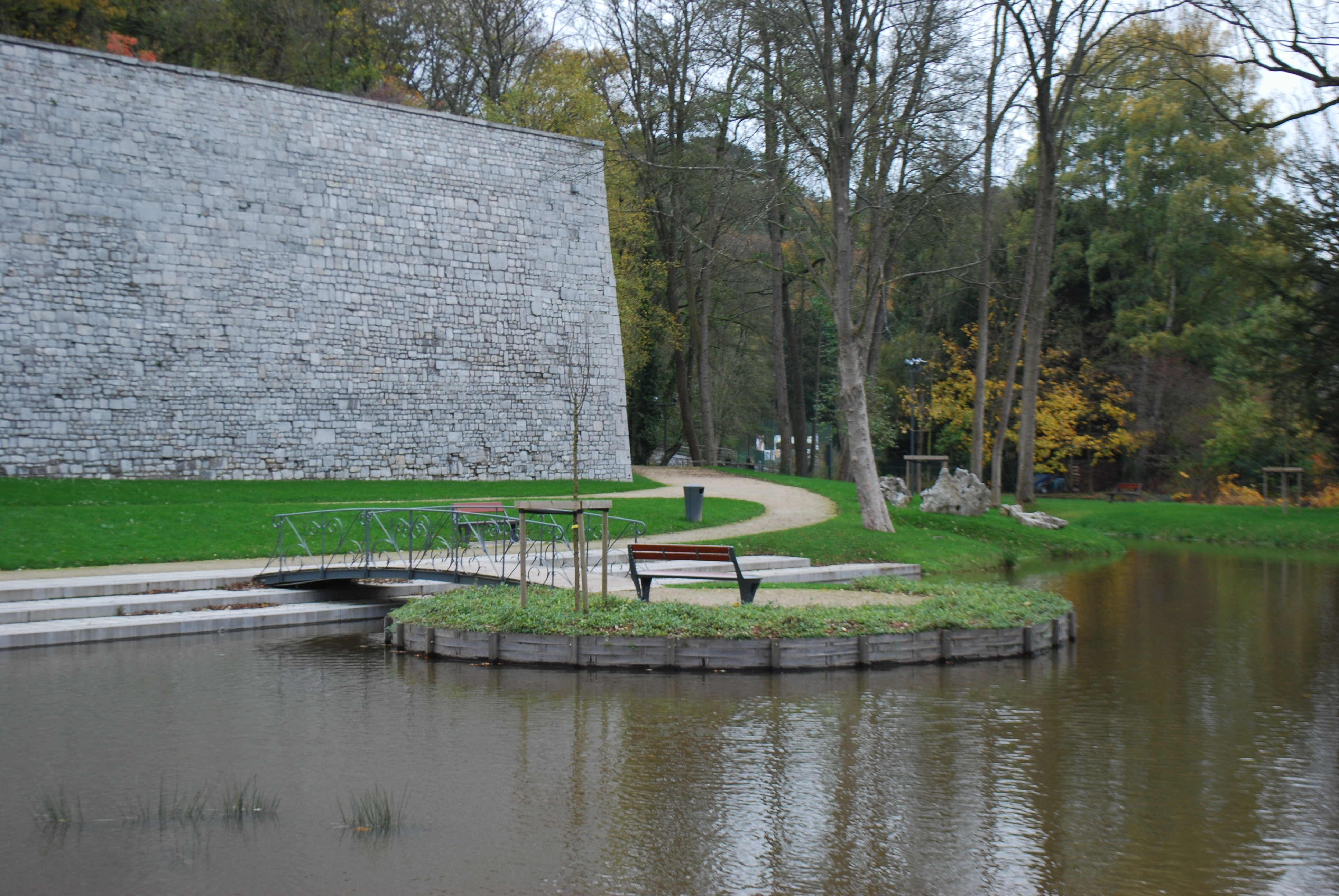
Le parc